# Derby Club
Il Derby Club è stato un celebre locale notturno di Milano, attivo tra il 1959 e il 1985.
È diventato noto soprattutto per i numerosi artisti esordienti che ne hanno calcato la scena, poi divenuti popolari personaggi nel mondo della musica, dello spettacolo e del cinema italiano.

## Storia

L'interno del Derby Club nei primi anni 80; sul palco, da sinistra: Massimo Boldi, Giorgio Faletti, Mauro Di Francesco, Giorgio Porcaro e Diego Abatantuono.

Nel 1959 i coniugi Gianni e Angela Bongiovanni, zii materni del futuro attore Diego Abatantuono, aprono un ristorante e lo chiamano Gi-Go. Le sale sono ricavate nel seminterrato di una palazzina liberty in via Monte Rosa, al civico 84, una zona periferica milanese vicino all'ippodromo di San Siro. All'inizio degli anni 60 del XX secolo, i Bongiovanni decidono di trasformare il ristorante in un locale «per trovarsi e ascoltare musica», cercando così di risollevare il modesto fatturato del precedente esercizio.
Ribattezzato nel 1962 Intra's Derby Club in onore sia del jazzista Enrico Intra, direttore artistico del locale, riconosciuto come colui che aveva portato a Milano il teatro-cabaret, sia dal fatto che lo stabile si trovava vicino all'ippodromo, divenne poi semplicemente Derby Club. Sotto questo nome assurse ben presto a punto d'incontro di personaggi della notte, professionisti, sportivi  e malavitosi della Milano più all'avanguardia dell'epoca, fra cui molti architetti che contribuiscono ad arredarlo in modo originale e, per i tempi, anticonvenzionale, mentre gli artisti esordienti – tutti caratterizzati dall'ineguagliabile talento, confermato dalle successive carriere soliste – si esibiscono su una pedana su cui sono piazzati un pianoforte e una batteria.
Il Derby entra in crisi dopo un ventennio; la morte nel 1981 del patron Gianni Bongiovanni e il prepotente successo della comicità televisiva, soprattutto nelle allora nuove emittenti private, ne avviano il lento declino. La chiusura definitiva avviene nel 1985 a seguito di una retata della narcotici.
Idealmente, il testimone di locale-simbolo del cabaret cittadino passa allo Zelig, inaugurato il 12 maggio 1986. Dal 12 maggio 2001, l'immobile del Derby è occupato dal centro sociale "Il Cantiere".

## Gli artisti del Derby

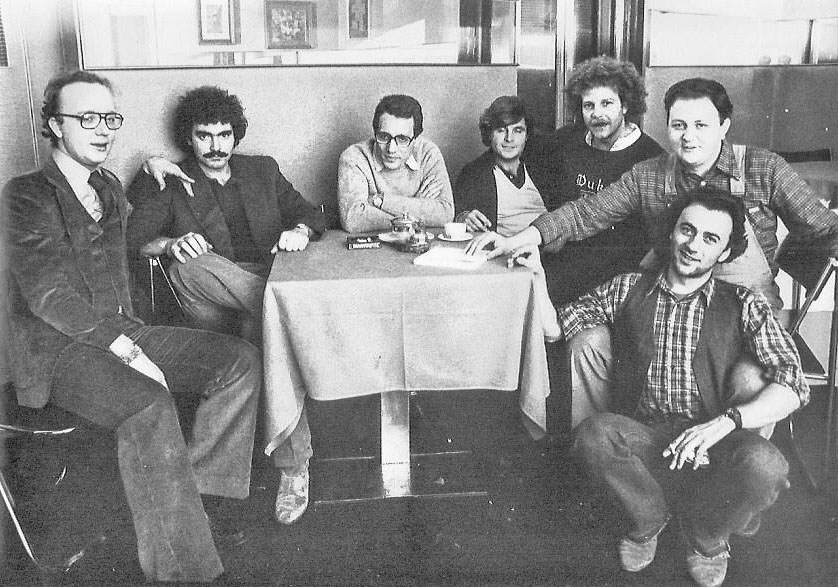
Il Gruppo Repellente, composto da alcuni dei più noti artisti che animarono il Derby Club; da sinistra: Ernst Thole, Abatantuono, Enzo Jannacci, Di Francesco, Porcaro, Boldi e Faletti.

Tra i tanti artisti lanciati dal Derby vi sono:
- Diego Abatantuono (attore e comico)
- Felice Andreasi (attore e autore)
- Aldo Baglio e Giovanni Storti (attori, registi, sceneggiatori e comici)
- Enrico Beruschi (comico e attore)
- Claudio Bisio (attore, comico, scrittore e conduttore televisivo)
- Massimo Boldi (attore e comico)
- Cino Bottelli (chitarrista)
- Gerry Bruno (attore e comico)
- Antonio Catania (attore)
- Armando Celso (chitarrista e cantante)
- Franco Cerri (chitarrista)
- Cochi & Renato (attori e comici)
- Fabio Concato (cantautore)
- Ugo Conti (attore e comico)
- Giobbe Covatta (attore, comico e scrittore)
- Roberto De Marchi (comico)
- Mauro Di Francesco (attore e comico)
- Gioele Dix (attore e comico)
- Duo di Piadena (cantanti folk)
- Elio e le Storie Tese (gruppo musicale)
- Giorgio Faletti (attore, conduttore televisivo, comico, cantautore e scrittore)
- Gianfranco Funari (cabarettista e showman)
- Giorgio Gaber (cantautore, attore)
- I Gatti di Vicolo Miracoli (musicisti e comici)
- Gino & Michele (autori e scrittori)
- I Gufi (gruppo musicale)
- Enzo Iacchetti (comico, attore, cantante e conduttore televisivo)
- Enrico Intra (musicista)
- Enzo Jannacci (cantautore)
- Bruno Lauzi (cantautore)
- Rodolfo Magnaghi (attore e cantante)
- Sandro Massimini (regista)
- Mimmo Mollica (cantautore e autore)
- Franco Nebbia (pianista e intrattenitore)
- Guido Nicheli detto Dogui (attore e comico)
- Riccardo Peroni (attore e doppiatore)
- Claudio Perosino (comico)
- Lorenzo Pilat (cantautore)
- Daniela Piperno (attrice)
- Massimo Pongolini detto Pongo (attore e comico)
- Giorgio Porcaro (attore e comico)
- Antonio Ricci (autore, ideatore e regista)
- Paolo Rossi (attore, scrittore, comico e conduttore televisivo)
- Francesco Salvi (comico, conduttore televisivo, attore e cantante)
- Tony Santagata (cantautore)
- Gino Santercole (cantautore e attore)
- Dino Sarti (cantautore)
- Teo Teocoli (attore, comico e conduttore televisivo)
- Marisa Rampin (cantautrice, attrice comica, conduttrice televisiva) e Luciana Rossi (cantautrice, chitarrista, compositrice)
- Isabella (cantautrice attrice)
- Ernest Thole (attore e comico)
- Lino Toffolo (attore, conduttore televisivo e comico)
- Luigi Ernesto Uccellini (pittore)
- Walter Valdi (attore e comico)
- Paolo Villaggio (attore, scrittore e comico)
- Beppe Viola (giornalista, conduttore televisivo e scrittore)
- Norman Zoia (ovvero Norman Popel, cantautore e artista)

## Nei media
Al Derby Club è dedicato il docufilm del 2024 C'era una volta il Derby Club diretto da Marco Spagnoli.